# Huang Zunxian
 (septembre 2017).
Si vous disposez d'ouvrages ou d'articles de référence ou si vous connaissez des sites web de qualité traitant du thème abordé ici, merci de compléter l'article en donnant les références utiles à sa vérifiabilité et en les liant à la section « Notes et références ».
Pour les articles homonymes, voir Huang.
Dans ce nom, le nom de famille, Huang, précède le nom personnel.
Huang Zunxian (chinois simplifié : 黄遵宪 chinois traditionnel : 黃遵憲 29 mai 1848 - 28 mars 1905) était un érudit fonctionnaire et écrivain chinois de la fin de la dynastie des Qing. Il est né à Jiaying (aujourd'hui Meizhou) dans la province du Guangdong. En utilisant la langue parlée et en traitant de thèmes jusqu'alors absents de la poésie chinoise, il s'est montré précurseur de la poésie chinoise moderne. Il a publié plus d'une centaine de poèmes. Une fondation à son nom a été créée en son honneur et son ancienne résidence a été transformée en musée public.

## Jeunesse et carrière
Huang est né à Jiaying dans la province chinoise du Guangdong dans une famille d'origine Hakka. Son père Huang Hung Chow était un intellectuel officiel qui servait à la cour de la Dynastie Qing. À l'âge de trois ans, il fut témoin des effets de grandes réformes agraires en Chine et commença à 9 ans à étudier les poèmes de la dynastie Tang. Sa vie prit un tournant quelques années plus tard lors de la révolte des Taiping durant laquelle il fut dépouillé de la plupart de ses possessions. En 1877, il décida de prendre le même chemin que son père en passant les examens impériaux qu'il réussit avec succès. Il fut affecté à Tokyo comme conseiller pour l'ambassade impériale de Chine. En septembre 1880, Huang publia un article sur la stratégie coréenne concernant les projets de haut niveau de la Corée, et suggéra que la Chine et la Corée deviennent alliées. Au Japon, il fit quelques travaux éditoriaux au Japan World Magazine, étudia les aspects de la médecine du pays et nota combien le Japon a progressé au fil du temps. Il publia ses études dans un livre Traités du Japon (publié en 1890). L'empereur Guangxu fut fasciné par son travail et invita Huang à venir le lui expliquer en détail personnellement. C'est en partie à cause du livre de Huang que l'empereur amenda certaines lois en Chine.
Huang est également considéré comme philosophe après avoir analysé, discuté et remis en question le cadre de la Chine. Ses influences en philosophie comportaient les figures des lumières Rousseau et Montesquieu.
En 1882, Huang fut nommé Consul-général à San Francisco aux États-Unis. Au cours de son séjour, il réalisa combien les immigrés chinois étaient devenus riches et combien ils étaient actifs pour la Chine. Huang écrivit un poème sur Frederick Bee (en), un représentant au consulat chinois. Après 7 ans aux États-Unis, il retourna en Chine. En 1890, il déménagea à Londres pour agir à titre de conseiller de l'ambassade de Chine. Un an plus tard, il fut réaffecté à Singapour pour occuper le poste de Consul-général là-bas. Il remarqua à quel point les Chinois de Singapour, à la fois riches et généreux, étaient similaires aux natifs chinois. En désaccord avec la politique chinoise d'empêcher les expatriés chinois de revenir en Chine et de les torturer s'ils le faisaient, il formula une demande officielle à l'empereur afin de supprimer cette loi, offrant le point de vue que la Chine était en train de « conduire les poissons dans les filets des autres. » La demande fut acceptée et la loi abolie le 29 janvier 1894. Entretemps, Huang fut intendant du sel dans la province du Hunan et commença le Journal pour les affaires contemporaines. Le changement de politique fut largement célébré et rapporté. Huang allait bientôt être nommé ambassadeur de Chine au Japon. Cependant, avant que cela puisse se concrétiser, le pouvoir passa de l'empereur Guangxu au petit-fils de l'impératrice douairière Cixi (voir Réforme des Cent Jours). Avec la fin du règne de Guangxu, la carrière de Huang en tant que diplomate prit fin. Il dénonça le coup d'état de Cixi, mais en même temps exprima son soulagement d'être libéré de ses fonctions diplomatiques.

## Vie privée
Lorsqu'il était adolescent, il disait que toute personne était « faite d'argile jaune. » Des décennies plus tard, il demanda « Pourquoi la race jaune n'est-elle pas la seule race au monde ?. »
Huang aimait écrire des poèmes. Il était aussi patriotique envers la Chine et la décrivit comme une nation pavée d'or. C'était un poète apprécié et ses œuvres reçurent des critiques positives. Une source le cita comme étant « le poète le plus distingué parmi les réformateurs de la fin du XIXe siècle. » Ses influences poétiques incluaient Wei Yuan, Gong Zizhen et Jin He.
La mort de sa grand-mère, Madame Li, pendant son enfance l'aurait mis dans une profonde tristesse, comme en témoigne l'un de ses poèmes portant sur la tombe de Li. La plupart de ses poèmes portent sur les affaires mondiales de son époque. incluant les affaires étrangères comme les élections présidentielles aux États-Unis. Au total, il publia plus d'une centaine de poèmes.
Après sa mort, une anthologie de ses poèmes fut publiée Poèmes de l'environnement humain (人境廬詩草) et reste populaire en Chine. Un partisan de la fin de la révolution poétique des Qing sélectionna des poèmes de Huang dont Le Chant de la montagne, Le Festival des fleurs de cerisier, Le Brouillard de Londres, Chansons des rebelles Taiping, Sur la route de Wuqing et Chassant le visiteur.
Il montra également un intérêt pour ouvrir des écoles dans différents pays d'Asie.
Huang et Liang Qichao étaient des amis proches. Huang a visité de nombreuses régions d'Asie, sa préférée étant la Malaisie.
Son neveu, Parkcane C. Hwang fut le fondateur et directeur de Bank of China à Singapour.

## Mort et héritage
Échappant à l'arrestation après le changement politique en Chine, Huang a fui sa ville natale de Jiaying où il est mort le 28 mars 1905 à l'âge de 58 ans.
Huang était connu pour souvent mentionner cette célèbre citation lorsqu’il avait 20 ans : « 我手写我口，古岂能拘牵! ». Cela signifie à peu près qu'il est parfaitement normal d'exprimer un sentiment à chaque fois qu'on le ressent. Huang est également reconnu comme étant le premier Chinois à avoir utilisé le mot 文明 pour désigner la civilisation, un terme qu'il a utilisé dans un de ses ouvrages de poésie.
Une source[Laquelle ?] qualifie Huang de « premier diplomate chinois et érudit qui a défendu les droits de l'homme pour les premiers migrants chinois », tandis qu'un autre[Laquelle ?] le décrit comme « l'un des auteurs les plus célèbres de la fin du XIXe siècle en Chine ». Une exposition en l'honneur des réalisations de Huang a eu lieu en janvier 1991.
Son corps a disparu en 2013, après avoir été jeté dans une benne à ordure après le pillage de sa tombe. La fondation Huang Zun Xian basée à Hong Kong a établi que « retrouver le corps de Huang »  était l'une de ses missions.
- Notices d'autorité :   - VIAF
  - ISNI
  - BnF (données)
  - IdRef
  - LCCN
  - GND
  - Japon
  - CiNii
  - Pays-Bas
  - Israël
  - Suède
  - Australie
  - Norvège
  - Croatie
  - Tchéquie
  - Corée du Sud
  - WorldCat